# Illueca
Illueca – gmina w Hiszpanii, w prowincji Saragossa, w Aragonii, o powierzchni 24,86 km². W 2011 roku gmina liczyła 3290 mieszkańców.